# Piaggio MP3

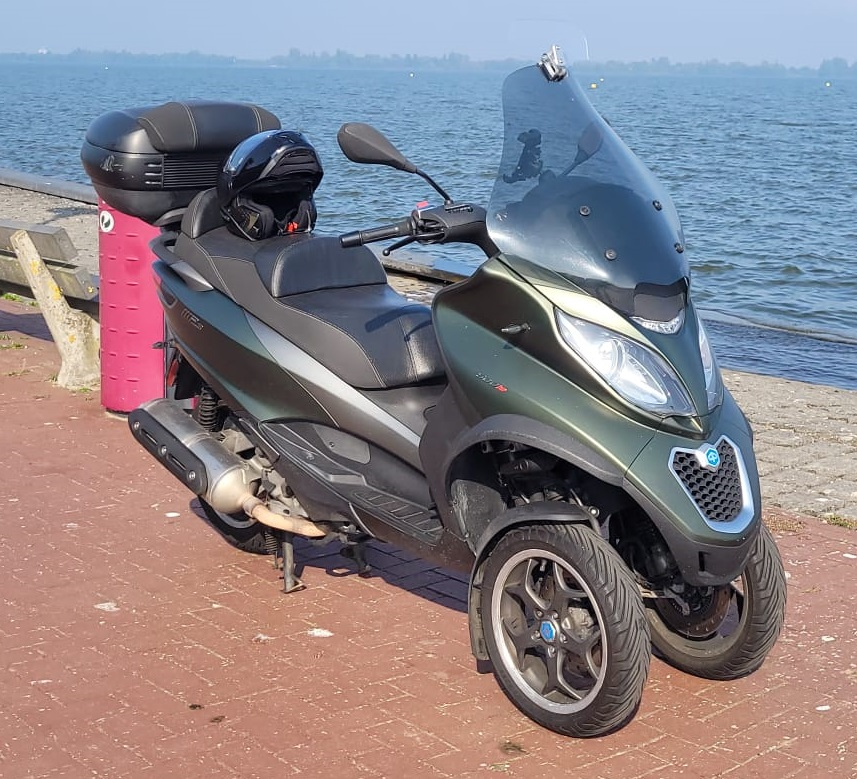
Piaggio MP3 500 LT ABS uit 2017

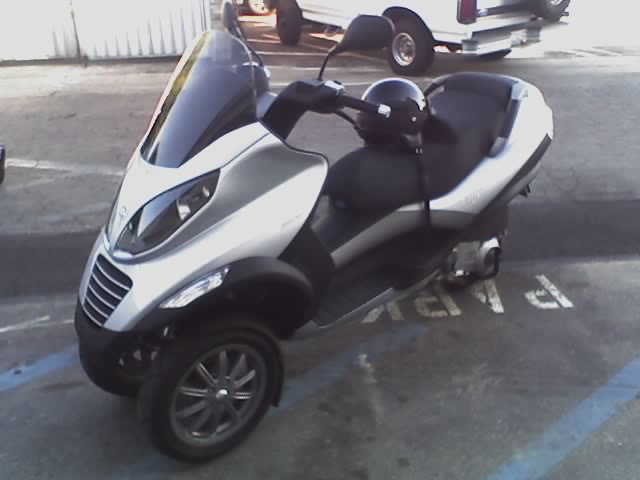
Piaggio MP3

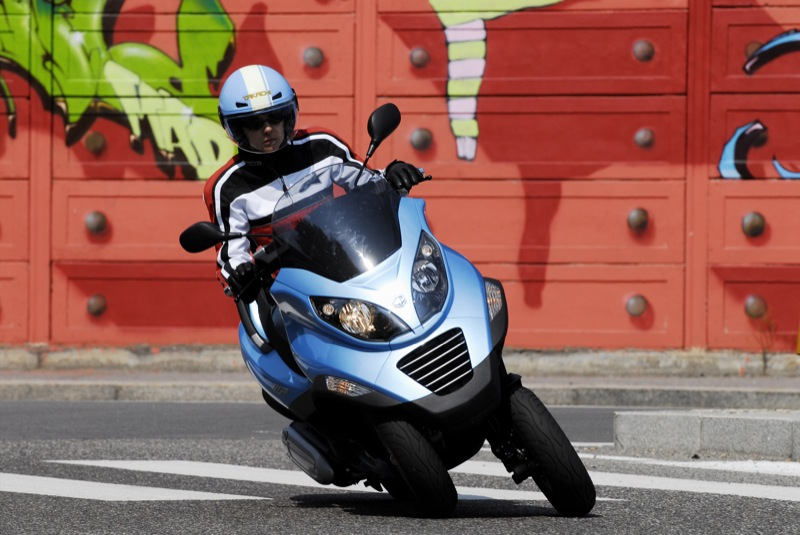
Overhellen in een bocht

De Piaggio MP3 is een driewiel-scooter van het Italiaanse merk Piaggio. De scooter werd in 2006 op de markt gebracht. De scooter heeft twee voorwielen die onafhankelijk kunnen overhellen.
De MP3 is in 2025 verkrijgbaar als 310 cc, 400 cc en 530 cc-versie, alle viertaktmotoren met vier kleppen per cilinder. Voorheen waren er een 125 cc, 250 cc, 300 cc en 500 cc-versie leverbaar.

## MP3 in Nederland
De MP3 LT (Large Tread (grote spoorbreedte)) is sinds oktober 2008 een motorscooter, die men in Nederland mag besturen met rijbewijs B. Hiertoe is fabrieksmatig de afstand tussen de voorwielen een paar centimeter vergroot naar 46,5 cm ten opzichte van de 42 cm van de originele MP3 waar een rijbewijs A voor nodig is. Wel moet het rijbewijs dan dateren van vóór 19 januari 2013. Bestuurders die ná deze datum het rijbewijs behaald hebben, moeten beschikken over een A- (motor)rijbewijs. Verder is een voetrem toegevoegd. Het kenteken van de motorscooter is gespecificeerd als driewielig motorvoertuig en valt onder de L5e-voertuigcategorie van de RDW en heeft als zodanig de opbouw en codes van een kenteken voor automobielen. 